# Der Spalt – Gedankenkontrolle
Der Spalt – Gedankenkontrolle ist ein deutscher Spielfilm mit Transgender-Bezug von Kim Schicklang aus dem Jahr 2013, der die Isolation und die Stigmatisierung einer jungen trans Frau aus der Betroffenenperspektive darstellt. Der Film lief ab 2014 in deutschen Kinos.

## Handlung
Alex ist eine junge trans Frau, die wegen ihres Andersseins von ihrer Umgebung gehänselt wird. Irgendwo in einer ganz normalen Hochhausgegend, wo alles gleich aussieht, lebt diese 20-jährige Alex zusammen mit ihrer arbeitslosen Mutter. Kein ganz normaler Frauenhaushalt. Die Mutter hofft jeden Tag auf eine neue berufliche Perspektive. Alex lebt auf Grund ihrer geschlechtlichen Situation noch perspektivlos. Sie ist Außenseiterin und wird von ihrem sozialen Umfeld wie Deko behandelt. Sogar ihre lesbischen Klassenkameradinnen aus ihrer Schule missachten sie, denn anders als sie ist sie auch noch ohne Peergroup. Alex verabscheut dieses Lerngefängnis namens Schule, in dem es Menschen wie sie per definitionem nicht geben darf.
Eines Morgens, als Alex mal wieder zur Schule gehen muss, begegnet ihr auf ihrem Schulweg ein Fotoreporter. Sein Name ist Christian Seltsam und er möchte von dieser, wie er meint, schönen Frau unbedingt ein Foto knipsen. „Hallo! Schöne Frau!“, ruft er ihr hinterher. Die ansonsten derart im Abseits stehende Alex ist mit dieser, für sie vollkommen neuen Situation restlos überfordert. Wer nimmt sie denn schon normalerweise wahr als der Mensch, der sie ist? Doch genau an dieser Stelle beginnt die Geschichte von Alex und Christian, die sich im Laufe des Films noch viel näher kennenlernen werden. Auch dieser Christian ist irgendwie anders oder vielmehr speziell, denn er ist der einzige Mensch neben Frau Müller, der sie wahrnimmt. Wenngleich es mit Alex aus Christians Perspektive nicht auf Anhieb klappt und auch nicht immer so ganz einfach ist, schon gar nicht im Bett, bleibt er bei ihr. Er möchte ihr helfen, denn er kennt da so einen Psychologen. Alex geht auf sein Angebot ein.

## Hintergrund
Der Spalt ist ein dystopisches Drama über eine Welt, in der geschlechtliche Normung zur Staatsdoktrin erklärt wurde. Der Debütfilm von Kim Schicklang beschäftigt sich mit Selbstfindung, erster Liebe und geschlechtlicher Vielfalt in einer kafkaesken Umgebung. Eine trans Frau, die den geschlechtlichen Normen nicht entspricht, findet sich in der Situation wieder, als nicht-existent erklärt zu werden. Gerade Medien spielen in der „diskursiven Kontrolle“ normvarianter Menschen eine bedeutende Rolle. Sowohl Intro als auch Outro des Filmes nehmen auf diesen Ausgrenzungscharakter Bezug. So heißt es: „Stell dir vor, die Menschen behaupten, dass du nicht existierst. Glaubst du dann den Menschen. Oder dir selbst?“ Die Dreharbeiten fanden im Jahr 2013 in Stuttgart statt.
Die inoffizielle Vorpremiere fand im April 2014 in der Hochschule der Medien in Stuttgart statt. Das erste Mal der Öffentlichkeit vorgestellt wurde Der Spalt im Juni 2014 im Rahmen der Stuttgarter Filmnacht im Cinemaxx in Stuttgart. Die Premiere fand im Juli 2014 im Kino Atelier der Arsenal Kinos in Tübingen statt. Seitdem wird Der Spalt sowohl in Kinos als auch an Hochschulen als Beitrag zum Thema Sexuelle Vielfalt gezeigt.

## Festivalbeteiligungen
Der Spalt lief 2015 auf nationalen und internationalen Festivals und wurde für diverse Filmpreise nominiert.
- Women, Social Issues, Zero Discrimination in Jakarta, Indonesien
- Cinéwomen Cahiers
- Transgender Film Festival in Kiel
- Fire!! Mostra Internacional de Cinema Gai i Lesbià in Barcelona, Spanien
- El Lugar Sin Limites in Quito, Ecuador
- Andalesgai in Sevilla, Spanien
- Omovies 8 in Neapel, Italien

## Auszeichnungen
- Auf dem International Film Festival Women, Social Issues, Zero Discrimination in Jakarta, Indonesien gewann der Film 2015 einen Gold Award.[6]
- Einen spanischen Filmpreis hat Der Spalt im Rahmen des XI. Filmfestivals Andalesgai 2015 in Sevilla für seine Dialoge bekommen.[7]
- Das italienische Filmfestival Omovies – Festival del Cinema Omosessuale e Questioning zeichnete den Film als besten Spielfilm im Jahr 2015 aus.[8]

## Kritiken
Das Stuttgarter Magazin Lift bezeichnet den Film als „professionell umgesetztes Low-Budget-Projekt“, das einen authentischen Einblick in die Welt abseits von Geschlechtergrenzen gebe. Der Film sei eine Mahnung an die „Oberflächlichkeit unserer Geschlechterstereotype“.

„Und dann, wham!, setzt der beste Soundtrack, den ich seit DRIVE (2011) gehört habe, ein und eindringlich wummernde Synthie-Herztöne geben den Takt zum umwerfenden, rot-blau-gelb-hinterlegten New-Wave-Intro. Jetzt kann doch eigentlich nichts mehr schiefgehen...“

„Das (ungewöhnliche) philosophische Thriller-Drama Der Spalt setzt sich mit weltanschaulichen Fragen auseinander und zitiert dabei Werke verschiedener Denker: Wittgenstein, Markuse, Fromm, Sartre, Foucault sowie Hannah Arendt. Zugleich setzt der unabhängig produzierte Film Stuttgart als Leinwand-Neuland zur Schau: ästhetisch, von brutalem Beton sowie entrückter Natur geprägt – einfach außergewöhnlich.“